# Stéphanie Chuat
 (juillet 2024).
Si vous disposez d'ouvrages ou d'articles de référence ou si vous connaissez des sites web de qualité traitant du thème abordé ici, merci de compléter l'article en donnant les références utiles à sa vérifiabilité et en les liant à la section « Notes et références ».
Stéphanie Chuat, née le 10 novembre 1970 à Lausanne, est une actrice, réalisatrice, scénariste, metteuse en scène et écrivaine suisse. Comme réalisatrice et metteuse en scène, elle travaille avec Véronique Reymond.

## Biographie
Stéphanie Chuat naît le 10 novembre 1970 à Lausanne. 
Elle étudie un temps à l'école de théâtre de Diggelmann à Lausanne, au Conservatoire de Lausanne et à l’école Dimitri de Verscio, au Tessin.  Elle fait par la suite, en 1992, un stage de clown et de bouffon auprès de Louis Gabbianelli à Paris, puis un stage avec le metteur en scène Joël Jouanneau en 1996. Elle prend par ailleurs des cours de chant à partir de 1989 ; sa tessiture est celle d'un mezzo-soprano. 
Elle fonde la compagnie Switch avec Véronique Reymond, qu'elle connaît depuis l'âge de 10 ou 11 ans sur les bancs de l'école de Prilly. Les deux comédiennes créent de nombreux spectacles mêlant théâtre, chanson et cinéma. 
À partir de 1999, elles réalisent des courts-métrages, dont Berlin Backstage, nommé pour le Berlin Today Award (de) en 2004. Elles réalisent en 2005 Gymnase du soir, petites histoires, grandes études, un film documentaire, puis, en 2009, Buffo, Buten & Howard, un portrait de l'écrivain et clown américain Howard Buten. 
Le duo écrit et réalise en 2011 son premier long-métrage pour le cinéma, La Petite Chambre, avec Michel Bouquet et Florence Loiret Caille dans les rôles principaux. Le film est sélectionné en compétition internationale au Locarno Festival de 2010 et reçoit en 2011 les Prix du cinéma suisse du meilleur film et du meilleur scénario. 
En 2014, le duo écrit et réalise À livre ouvert, une série télévisée coproduite par la Radio télévision suisse. En 2018, elles réalisent Les Dames, un film documentaire. En 2020, leur film Petite Sœur est sélectionné à la Berlinale 2020,.

## Filmographie

### Cinéma

#### Actrice
- 2021 : Olga d'Élie Grappe
- 2006 : On va s'aimer, d'Ivan Calbérac
- 2002 : Trains de vie (court métrage), produit par la compagnie Switch
- 2001 : Travailler c'est trop dur (court-métrage)
- 1999 : Jonas et Lila, à demain, réalisé par Alain Tanner

#### Réalisatrice (avec Véronique Reymond)
- 2020 : Petite Sœur
- 2018 : Les Dames (documentaire)[5]
- 2010 : La Petite Chambre

#### Scénariste (avec Véronique Reymond)
- 2010 : La Petite Chambre

### Télévision

#### Actrice
- 1999-2004 : Les Pique-Meurons (série télévisée) : Natacha

#### Réalisatrice (avec Véronique Reymond)
- 2023 : Transatlantique, série diffusée sur Netflix (épisodes 1 à 4)[8]
- 2014 : À livre ouvert  - 6 épisodes[9]
- 2009 : Buffo, Buten & howard (documentaire)
- 2008 : Éloge de la biodiversité (documentaire)
- 2005 : Gymnase du soir, petites histoires, grandes études (documentaire)

#### Scénariste
- 2014 : À livre ouvert[10]

## Théâtre et spectacles musicaux

### Comédienne
- 2010 : Lignes de faille, Grange de Dorigny de Lausanne, compagnie Switch
- 2008 : Softice, cabaret chanson, CPO-Lausanne, compagnie Switch
- 2005 : Jeux d'enfants, Théâtre Vidy-Lausanne, mise en scène de Véronique Reymond
- 2001 : Les Amantes d'Elfriede Jelink, théâtre de Poche de Genève, Théâtre Vidy-Lausanne, mise en scène de Joël Jouanneau[1]
- 1997-99 : Mémé, spectacle multimédia, compagnie Switch, Lausanne, Genève, tournée romande, Festival d'Avignon et Paris[11]
- 1999 : La Vénus des Lavabos de Pedro Almodóvar, Grange de Dorigny, mise en scène de Gianni Schneider[1]
- 1998 : L'Apothéose secrète d'Enzo Cormann, 2/21-Lausanne, mise en scène de François Marin[1]
- 1996 : Le Mandat de Nicolaï Erdman, théâtre du Grütli de Genève, mise en scène de Bernard Meister & Christian von Treskow (de)[1]
- 1995 : Le Mendiant ou le Chien mort de Bertolt Brecht, théâtre du Grütli de Genève, puis Berlin, mise en scène de Christian von Treskow[1]
- 1994 : Le Journal d'Anne Frank, théâtre Am Stram Gram de Genève, mise en scène de Dominique Catton[1]

### Metteur en scène
- 2010 : Lignes de faille, de Nancy Huston, co-mis en scène par Véronique Reymond

## Création de spectacles musicaux (avec Véronique Reymond)
- Noces Burlesques
- Swiss Dreams
- Mémé[11]
- Jardin Public
- Softice

## Publications
Publication de nouvelles dans des recueils collectifs :
- 2006 : Si une Suisse fantastique m’était contée
- 2005 : Petits meurtres en Suisse

## Distinctions
- 2011 : Quartz du meilleur scénario et Quartz du meilleur film pour La Petite Chambre[12]
- 2006 : Lauréate aux Journées littéraires de Soleure[13]
- 2004 : Nomination pour le Berlin Today Award, au Festival international du film de Berlin, pour le court métrage Berlin Backstage
- 1999 : Prix SSA d’aide au développement de scénarios pour Un jour mon prince…